# Шишкова, Юзефа Ивановна
Юзефа Ивановна Шишкова (9 января 1900 — 5 марта 1975) — передовик советского сельского хозяйства, доярка колхоза «12 Октябрь» Костромского района Костромской области, Герой Социалистического Труда (1949).

## Биография
Родилась в 1900 году на территории Литвы в крестьянской семье. Завершила обучение только в одном классе школы. С 1908 года находилась в Санкт-Петербурге. Работала в няньках у богатых горожан. С 1915 года трудилась в прачечной.    
В 1918 году устроилась в госпиталь. Там познакомилась с будущим супругом Василием Поляковым, который находился на лечение после тяжёлого ранения на фронте I мировой войны. В 1920 году они вместе поехали жить на его родину. 
После смерти Полякова, Юзефа повторно вышла замуж за А.П.Шишкова, но в 1931 году опять овдовела, оставшись одна с тремя детьми. В 1929 году вступила в образованный колхоз в селе Саметь. В 1930 году стала работать на ферме дояркой. В 1939 году добилась рекордного надоя - 3744 литра от каждой коровы в среднем за год. 
В 1948 году сумела получить от восьми коров 5121 килограмм молока в среднем за год.  
Указом Президиума Верховного Совета СССР от 4 июля 1949 года за получение высоких результатов в сельском хозяйстве и рекордные показатели в животноводстве Юзефе Ивановне Шишковой было присвоено звание Героя Социалистического Труда с вручением ордена Ленина и медали «Серп и Молот». 
Продолжала и дальше трудиться в сельском хозяйстве. В 1970-х годах вышла на заслуженный отдых.   
Проживала у родственников в городе Костроме. Умерла 5 марта 1975 года. 

## Награды
За трудовые успехи была удостоена:
- золотая звезда «Серп и Молот» (04.07.1949)
- три ордена Ленина (04.07.1949, 16.08.1950, 17.09.1951)
- Орден Трудового Красного Знамени (25.08.1949)
- Медаль «За трудовую доблесть» (1947)
- другие медали.